# Grogue

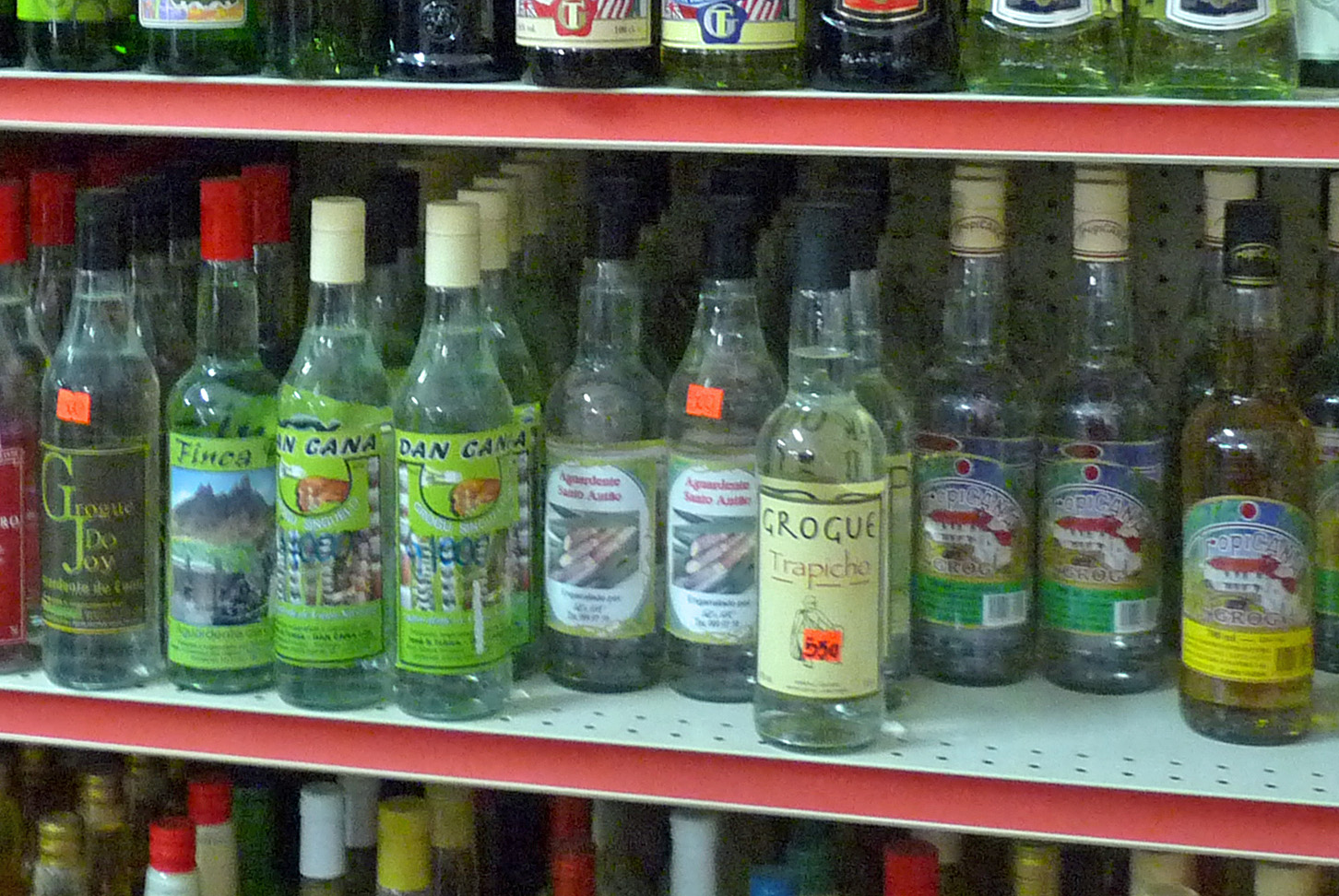
Flessen grogue

Grogue is een Kaapverdiaanse sterkedrank met een alcoholpercentage van meer dan 40, gemaakt van een aguardente van suikerriet. Bij de ambachtelijke productie wordt bijna het gehele op het eiland Santo Antão geproduceerde suikerriet gebruikt. Het suikerriet wordt verwerkt in een pers bekend als een trapiche. De smaak in deze suikkerriet komt doordat Kaapverdië een vulkanische eilandengroep is.
Grogue is de basis voor een Kaapverdiaans cocktail bekend als pontche, die ook limoen en suiker bevat, en is vergelijkbaar met de ponche van het eiland Madeira.
Op sommige toeristische locaties wordt caipirinha bereid met grogue. 
Omdat grogue nog op traditionele wijze gemaakt wordt, is er veel kwaliteitsverschil. De regering werkt aan de verbetering van de controle van de kwaliteit van grogue.